# Ain (stjärna)
Ain eller Epsilon Tauri (ε Tauri , förkortat Epsilon Tau, ε Tau) som är stjärnans Bayerbeteckning, är en jättestjärna belägen i den mellersta delen av stjärnbilden Oxen och ingår i stjärnhopen Hyaderna. Den har en skenbar magnitud på 3,53 och är klart synlig för blotta ögat. Baserat på parallaxmätning inom Hipparcosuppdraget på ca 22,2 mas, beräknas den befinna sig på ett avstånd av ca 147 ljusår (45 parsek) från solen. Eftersom Ain ligger nära planet för ekliptikan, är den ibland ockulterad av månen och (mycket sällan) av någon planet.

## Nomenklatur
Epsilon Tauri har det traditionella namnet Ain (arabiska عين för "ögat") och fick namnet Oculus Boreus (latin för "Norra ögat") av John Flamsteed. År 2016 organiserade Internationella astronomiska unionen en arbetsgrupp för stjärnnamn (WGSN) med uppgift att katalogisera och standardisera riktiga namn för stjärnor. WGSN:s första bulletin, juli 2016, innehöll en tabell över de första två satserna av namn som fastställts av WGSN och som inkluderar Ain för denna stjärna.

## Egenskaper
Ain är en orange till röd jättestjärna  av spektralklass K0III. Den har gått igenom huvudseriefasen och betraktas nu som en röd klumpjätte, vilket betyder att det använder kärnfusion av helium i sin kärna för att producera energi. Den har en massa som är 2,7 gånger solens massa och en uppskattad radie som är 12,7 gånger större än solens. Den utsänder från dess fotosfär ca 97 gånger mera energi än solen vid en effektiv temperatur på ca 4 900 K.
År 2007 rapporterades en massiv exoplanet som omkretsar stjärnan med en period på 1,6 år i en något excentrisk omloppsbana. Dess upptäckare hävdade att det var den första planet som någonsin upptäckts i ett öppet kluster. Efter en offentlig nominering och röstning om namn på exoplaneter, tillkännagav IAU i december 2015 det vinnande namnet Amateru för denna planet.
Ain har en följeslagare av 11:e magnituden, separerad 182 bågsekunder från primärstjärnan.